# Welcome to Chechnya
Welcome to Chechnya (bra: Bem-Vindo à Chechênia) é um documentário do ano 2020 focado nos campos de concentração para gays na Chechênia. Foi realizado pelo jornalista, autor e documentarista estadunidense David France. O filme retrata as historias dos refugiados LGBT tentando escapar da Rússia através da ajuda de ativistas.
O filme teve sua estreia mundial no Festival Sundance de Cinema a 26 de janeiro de 2020 e foi lançado a 30 de Junho no HBO.

## Produção
Inteligência artificial foi usada para proteger os entrevistados. Seus rostos foram substituídos por outros rostos humanos, à exceção de Maxim Lapunov, que é publicamente identificado no filme, porque depois de ser torturado ele buscou, sem sucesso, uma reparação legal das autoridades russas.
O misterioso desaparecimento do cantor gay checheno Zelim Bakaev após uma visita a Grozny para o casamento de sua irmã em agosto de 2017 também recebe uma breve menção no filme.

## Recepção
Welcome to Chechnya detém uma classificação de aprovação de 100% no site agregador de resenhas Rotten Tomatoes, com base em 74 resenhas, com uma média ponderada de 8,7/10. O consenso do site diz: "Um apelo esclarecedor e urgente à ação, Welcome to Chechnya retrata os horrores da perseguição em massa à comunidade LGBTQ+ na República da Chechênia com tenacidade e ternura.". No Metacritic, o filme tem uma classificação de 86 em 100, com base em 17 críticas.